# 麻栗坡柃
麻栗坡柃（学名：Eurya marlipoensis）为山茶科柃木属下的一个种。

## 扩展阅读
- 維基物種上的相關：麻栗坡柃